# 佩萨河谷塔瓦内莱
佩萨河谷塔瓦内莱（義大利語：Tavarnelle Val di Pesa），原为意大利托斯卡纳大区佛罗伦萨广域市的一个市镇。总面积56平方公里，人口7692人，人口密度137.4人/平方公里（2009年）。ISTAT代码为048045。
2019年1月1日，佩萨河谷塔瓦内莱和埃尔萨河谷巴贝里诺市镇合并为新的巴贝里诺-塔瓦内莱市镇。